# قلعة بيابان (قلعة بيابان)
قلعة بیابان (بالفارسية: قلعه بیابان) هي قرية تقع في إيران في البلدة المركزية. يقدر عدد سكانها بـ 1,198 نسمة .